# Вулиця Героїв України (Мелітополь)
Вулиця Геро́їв Украї́ни — вулиця в місті Мелітополь. Починається від Гетьманської вулиці, перетинає проспект Богдана Хмельницького та вулицю Воїнів-Інтернаціоналістів і закінчується біля залізниці.
На ділянці від Гетьманської вулиці до вулиці Івана Алексєєва по вулиці Героїв України проходить автошлях М14 Одеса — Мелітополь — Новоазовськ.

## Історія
В імперський період вулиця називалася Якимівською. Вона починалася від Бульварної вулиці (сучасна Гетьманська) і закінчувалася на перехресті з Межовою вулицею (сучасний проспект Богдана Хмельницького), прямуючи як дорога до Якимівкі.
У 1894 році на Якимівській вулиці Благодійним товариством, за сприяння повітового земства та міста, було відкрито нічліжний притулок для безробітних та прийшлих людей. У притулку було дві кімнати, розраховані на 70 нар, та однокімнатна квартира для наглядача. У передній був резервуар для постійного кип'ятіння води.
У 1921 році Якимівська вулиця була перейменована на вулицю Каменєва, але в подальшому їй було повернуто колишню назву.
Точний час появи відрізку на захід від Межової вулиці невідомий. Відомо, що з 1921 по 1939 цей відрізок називався вулицею Пахомова. До 2016 року так називалася Грецька вулиця.
Перша відома згадка вулиці під назвою Кірова відноситься до 17 січня 1939 року. При цьому історична частина Якимівської вулиці деякий час не входила до її складу. До 1965 року вулиця Кірова починалася від вулиці Карла Лібкнехта (нині Олександра Довженка), але 15 квітня 1965 року початок вулиці від вулиці Карла Лібкнехта до Якимівської було перейменовано на вулицю Костенка. 21 жовтня 1965 року Якимівська була включена у вулицю Кірова і вона стала починатися від Гетьманської.
У 1961 році було прийнято рішення про створення скверу на площі, що прилягає до сільгосптехнікуму (ріг вулиці Кірова та проспекту Богдана Хмельницького) .
21 березня 2016 року на підставі розпорядження № 115 голови Запорізької обласної державної адміністрації про виконання Закону України «Про засудження комуністичного та націонал-соціалістичного (нацистського) тоталітарних режимів та заборону пропаганди їхньої символіки» вулиця Кірова перейменована на вулицю Героїв України.
7 квітня 2023 року, під час Російського вторгнення в Україну, російська окупаційна влада Мелітополя видала наказ про повернення вулиці імені Кірова.
Проблизна хронологія найменувань історичної частини вулиці Героїв України:
| роки       | суч. вул. Костенка              | від вул. Гетьманської до просп. Богдана Хмельницького |
| ?-1921     | Кримська                        | Якимівська                                            |
| 1921-?     | 1-й пров. Кірова та вул. Кірова | Каменєва                                              |
| ?-1965     | 1-й пров. Кірова та вул. Кірова | Якимівська                                            |
| 1965-. . . | Костенко                        | Кірова                                                |

## Об'єкти
На початку вулиці, в історичному центрі міста, розташований головний корпус педагогічного університету (фактична адреса відноситься до вулиці Гетьманської).
На перехресті вулиці Героїв України з проспектом Богдана Хмельницького знаходяться будівля податкової інспекції, коледж ТДАТУ (колишній технікум гідромеліорації та механізації сільського господарства), міськлікарня, пам'ятник героям-підпільникам та пам'ятник Остапу Бендеру.
Ділянка вулиці від проспекту Богдана Хмельницького до вулиці Івана Алексєєва іноді називалася площею Кірова. На ньому знаходяться парк Горького, меморіальний комплекс на братській могилі радянських воїнів та обеліск на честь 200-річчя Мелітополя.
На ділянці вулиці від вулиці Івана Алексєєва до вулиці Воїнів-Інтернаціоналістів знаходиться житловий масив, забудований 5-12-поверховими будинками з білої силікатної цегли, також раніше званої Кірова. Тут знаходяться спортивна школа №1, шахова школа, Кіровський ринок, універсам та супермаркет АТБ.
За вулицею Воїнів-Інтернаціоналістів вулиця Героїв України проходить через промзону. Тут знаходяться Мелітопольський медичний коледж, швейна фабрика «Елегант», компресорний завод «Мелком» та м'ясокомбінат (відкритий у 1930 році як беконна фабрика).

## Галерея
|                                |                        | |                                                             |
| Податкова інспекція            | Пенсійний фонд         | Пам'ятник до 200-річчя Мелітополя                                                                  | Бюст Кірова (демонтований 2015 року)                        |
|                                |                        | |                                                             |
| Центральна алея парку Горького | Пам'ятник М. Горькому  | Стелла "Етапи великого шляху"                                                                      | Танк Т-70, який першим прийняв бій на площі Героїв України. |
|                                |                        | |                                                             |
| На братському цвинтарі         | На братському цвинтарі | Пам'ятник воїнам-працівникам заводу «Мелітопольський компресор» (біля перехрестя з вул. 8 Березня) | Пам'ятник воїнам-автомобілістам (у районі м'ясокомбінату)   |
|                                |                        | |                                                             |
| Ринок                          | ДЮСШ №1                | Шахова школа                                                                                       | Мелітопольський медичний коледж                             |